# Toyota RAV4 EV

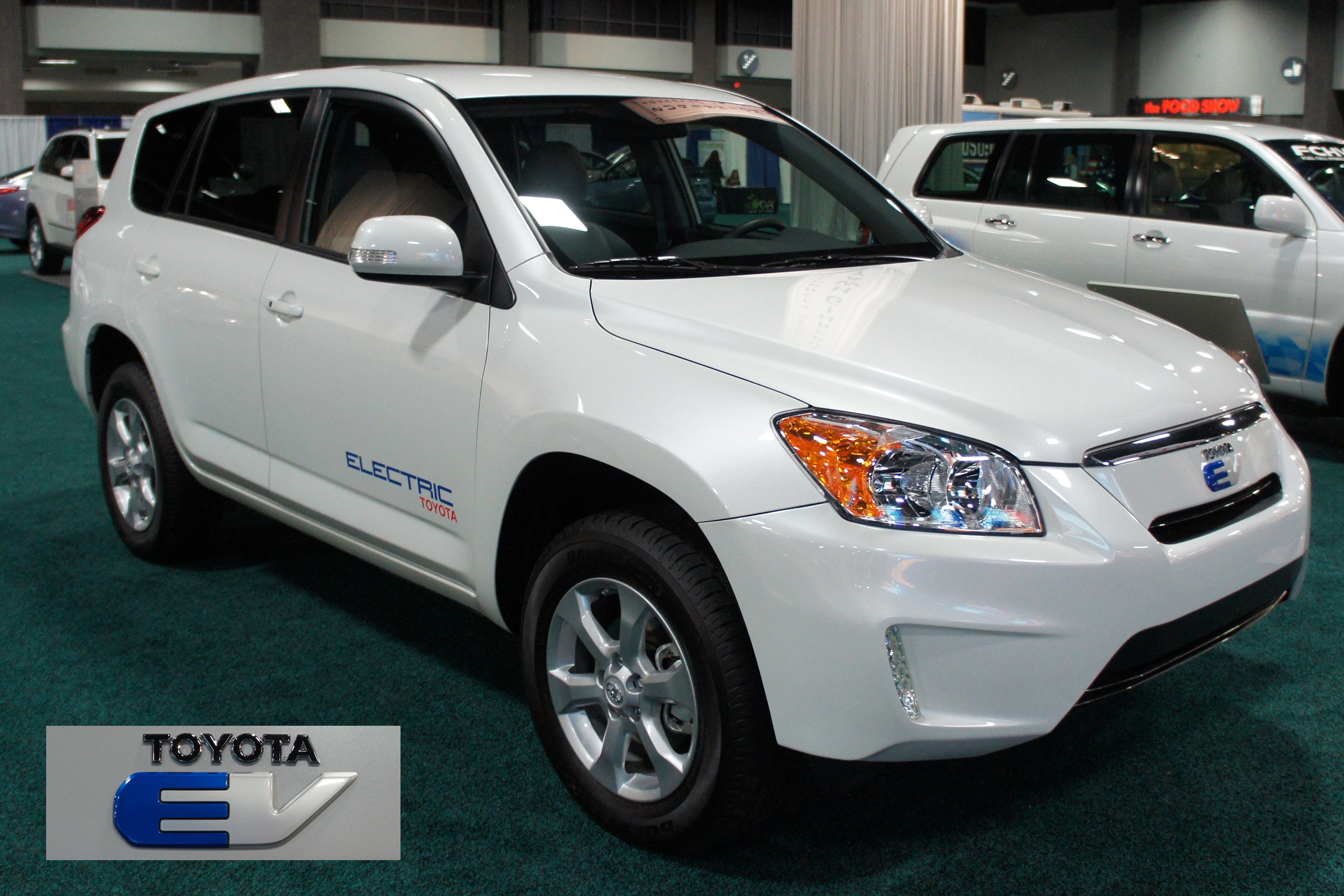
Toyota RAV4 EV (tweede generatie)

De Toyota RAV4 EV is een volledig elektrische variant van de Toyota RAV4, geproduceerd tussen 1998-2003 en 2012-2014 in twee generaties. De RAV4 EV werd enkel op de Noord-Amerikaanse markt gebouwd en was hiermee de eerste volledig elektrische Toyota ooit.

## Eerste generatie (1998-2003)
In 1998 besloot Toyota een volledig elektrische variant van de RAV4 te ontwikkelen. Zo beschikte hij over een actieradius van 153 km en een 12 volt, 95 ampère-uur, 27 kilowatt-uur Panasonic EV95 nikkel-metaalhydrideaccu. De batterijmodule bestaat uit 24 cellen met een totaal spanning van 288 volt. De elektromotor is voorzien van een permanente magneet en levert 50 kW of 69 pk en 170 Nm. Daarmee bereikt de RAV4 een acceleratie vanaf 0 tot 100 km/u in ongeveer 18 seconden en een afgeregelde topsnelheid van 137 km/u.

### Productie
De productie werd geschat op slechts 300 exemplaren per jaar, waarmee de verkopen tegenvielen. Toyota besloot in 2003 de productie stop te zetten en stelde dat het vervangen van het batterijpakket economisch gezien af te raden was.

## Tweede generatie (2012-2014)
In 2012 besloot Toyota opnieuw een RAV4 EV uit te brengen, dit keer in samenwerking ontwikkeld met Tesla Motors. Waar de eerste generatie in Californië werd verkocht, verkocht de tweede generatie grotendeels in heel de Verenigde Staten. De elektromotor, ontwikkeld door Tesla, levert 115 kW en 296 Nm en is voorzien van een lithium-ion-accu van 41,8 kWh. De RAV4 EV is uitgerust met twee standen: een normale modus en sportmodus.
In 2014 stopte de productie van de tweede generatie volledig elektrische RAV4's.